# Брестов
Бресто́в (укр. Брестів) — село в Чинадиевской поселковой общине Мукачевского района Закарпатской области Украины.
Население по переписи 2001 года составляло 355 человек. Почтовый индекс — 89646. Телефонный код — 3131. Занимает площадь 0,749 км². Код КОАТУУ — 2122780801.